# Héctor Herrera
Héctor Herrera, född den 23 maj 1959 i Vertientes, Kuba, är en kubansk friidrottare inom kortdistanslöpning.
Han tog OS-silver på 4 x 400 meter stafett vid friidrottstävlingarna 1992 i Barcelona. 